# Émeu d'Australie
Dromaius novaehollandiae
Vous lisez un « bon article » labellisé en 2008.
Genre
Espèce
Répartition géographique
- zones de nidification et d'habitat
- zones d'habitat permanent

Statut de conservation UICN

 LC  : Préoccupation mineure
L’émeu d’Australie (Dromaius novaehollandiae) est la seule espèce encore vivante au XXIe siècle de la famille des dromaiidés.
Pouvant atteindre deux mètres de haut, c'est aussi, par sa taille, le deuxième plus grand oiseau du monde actuel derrière les deux autruches. Cet oiseau brun, au plumage original, est commun sur presque tout le territoire australien bien qu'il évite les régions trop densément peuplées, les zones trop humides ou trop sèches. Il peut voyager sur de grandes distances d'un bon pas et si besoin courir à 58 km/h. Ce sont des oiseaux nomades capables de parcourir de nombreux kilomètres à la recherche d'une nourriture variée à base de plantes et d'insectes.
La sous-espèce d'émeu qui habitait la Tasmanie (D. n. diemenensis) s'est rapidement éteinte après l'arrivée des premiers Européens en 1788. La répartition des différentes sous-espèces (D. n. novaehollandiae, D. n. woodwardi et D. n. rothschildi) a aussi été modifiée par les colons. Alors qu'autrefois les émeus étaient très communs sur la côte est de l'Australie, ils y sont maintenant devenus rares ; en revanche, le développement de l'agriculture et la création de points d'eau pour le bétail à l'intérieur du continent ont fait augmenter leurs effectifs dans les régions arides. Par ailleurs, on les élève pour leur viande, leur huile et leurs plumes.

## Morphologie et physiologie
À l’exception des kiwis et des tinamous, tous les ratites sont de grands oiseaux, et par la taille l’émeu vient en deuxième position après les deux autruches. Dans sa zone de répartition, le seul oiseau de taille comparable est le casoar à casque. Un émeu adulte a une taille de 1,50 à 1,90 m et pèse habituellement de 30 à 45 kg, parfois jusqu’à 55 kg ; les femelles étant en moyenne plus grandes et plus lourdes que les mâles.

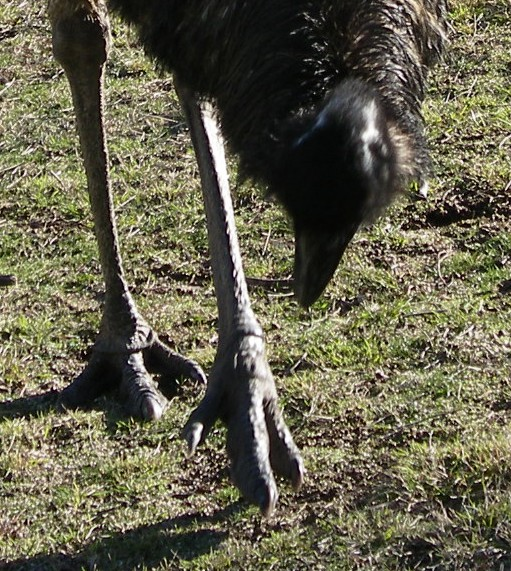
Les émeus ont seulement trois doigts aux pattes comme les outardes (les autruches n'en ont que deux) ce qui leur permet de courir rapidement.

L’émeu a un corps compact, des pattes puissantes adaptées à la course et des ailes rudimentaires. L’oiseau peut couvrir de grandes distances, à une vitesse constante de 7 km/h. Lors d'un sprint, il est capable d’atteindre des vitesses de 50 km/h moyenne avec des pointes à 70 km/h, et faire des enjambées d’environ 2,70 m. Sa capacité à courir vite est due au développement important des muscles des pattes, à la longueur des jambes, au nombre de doigts (trois). C'est le seul oiseau à posséder des muscles gastrocnémiens et les spécialistes admettent qu'il possède dans ses pattes la puissance que les autres oiseaux ont dans leurs ailes.
Le plumage à double rachis - trait commun émeus-casoars - a une apparence extrêmement lâche, semblable à une chevelure qui pend sur les côtés du corps à partir d’une raie dorsale bien marquée. Les ailes très réduites sont cachées sous le plumage ; elles participent de façon importante à la régulation thermique en permettant à l’oiseau de se rafraîchir en les agitant.
Leur plumage, marron ou gris brun, est touffu. Les extrémités des plumes sont noires. Ceci permet d'absorber la plus grande partie de la chaleur ambiante sans qu'elle soit transmise aux couches sous-jacentes. Un duvet sur la peau retient encore une partie de la chaleur, ce qui permet à l'oiseau d'être actif même pendant les heures chaudes de la journée.
Lors des journées très chaudes, l'émeu halète pour réguler sa température. Ses poumons, recrachant de l'eau qui se vaporise, fonctionnent comme des évaporateurs de réfrigérateur et à la différence d'autres espèces animales, la diminution de la concentration en gaz carbonique dans le sang ne provoque pas de variation de pH et donc pas d'alcalose respiratoire. Pour les journées froides, à l'inspiration, l'émeu fait circuler l'air par ses grandes narines munies de nombreux replis qui fonctionnent comme des radiateurs, ce qui lui permet de réchauffer l'air et d'avoir de l'air chaud qui arrive aux poumons. À l'expiration, l'air chaud qu'il rejette est saturé d'humidité. La vapeur d'eau se condense dans les narines en arrivant au contact de l'air froid, ce qui dégage de la chaleur qui sera récupérée dans les narines et réutilisée à l'inspiration suivante.

## Comportement

### Mœurs
L’émeu consacre la majeure partie de son temps à se nourrir. Dans cette activité comme dans les autres facettes de sa vie, l’espèce est diurne.
L'émeu peut parcourir de très grandes distances pour trouver des zones de nourriture abondante. En Australie-Occidentale, l'émeu suit un trajet saisonnier qui le conduit au Nord en été et au Sud en hiver, mais sur la côte est du continent, il ne semble pas y avoir de plan particulier pour ses déplacements.
Les émeus vivent seuls ou en couples, quelquefois en groupes de quatre à neuf oiseaux. Ils ne sont grégaires que lors des déplacements ou dans des lieux où la nourriture et l’eau sont abondantes. Au sein d’un groupe, les liens entre les individus sont lâches et il n’existe pas d’interaction sociale. Les situations d’antagonisme sont fréquemment résolues par une parade de menace.
En règle générale, les émeus sont pacifiques, excepté pendant la saison de reproduction durant laquelle ils se montrent beaucoup plus agressifs et lorsqu'ils sont dérangés. Ce sont des animaux très curieux qui s’approchent fréquemment des hommes.
Ce sont également de bons nageurs qui se baignent volontiers.

### Vocalisation

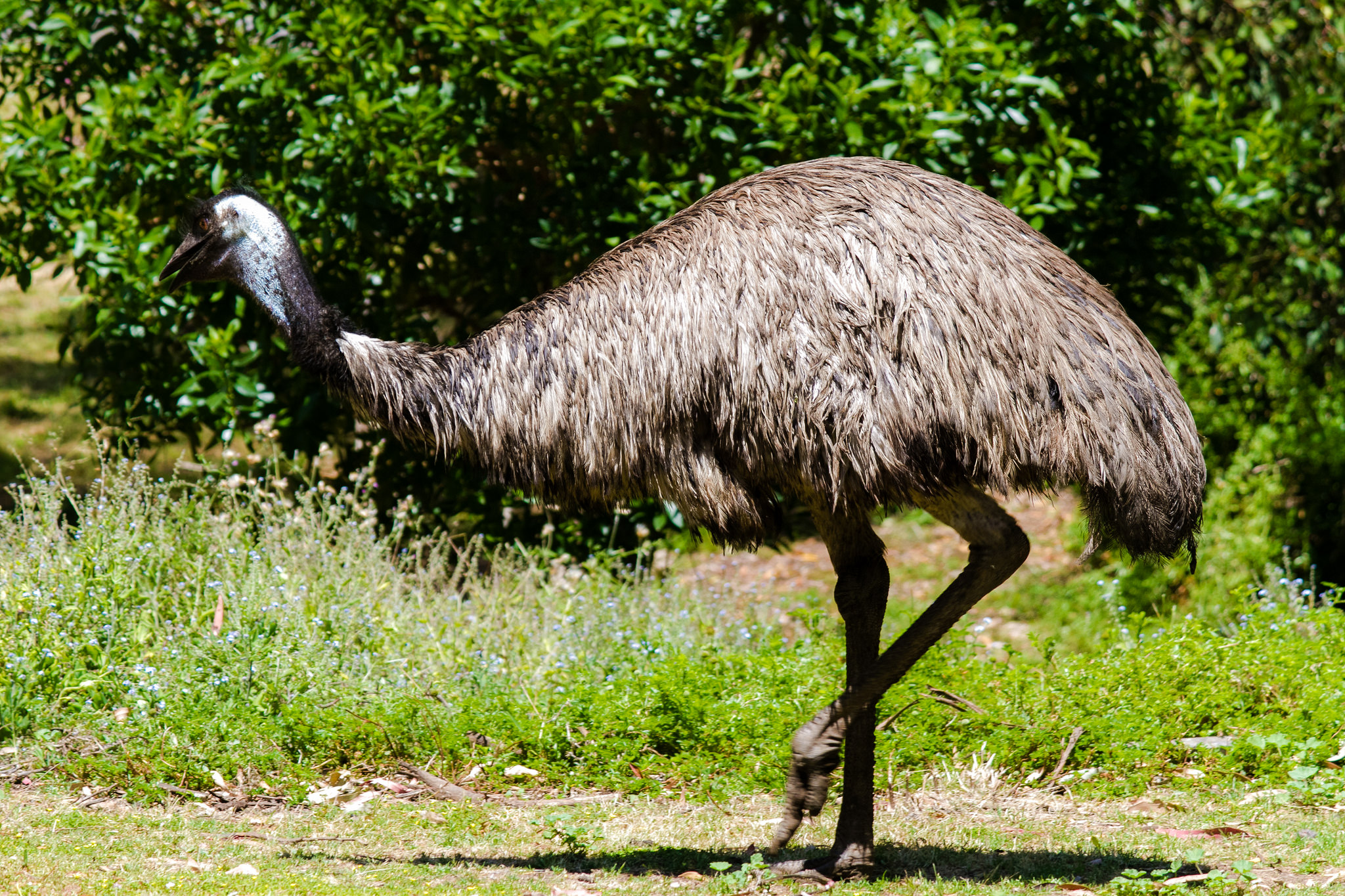
Émeu d'Australie dans la Tower hill Wildlife Reserve (Victoria, Australie).

En dehors de la saison de nidification, les émeus sont normalement silencieux, excepté durant les confrontations ou face à des objets étranges ; ils émettent alors des sons ronflants qui peuvent être entendus à deux kilomètres à la ronde.
Le grognement est utilisé par les mâles durant la saison de nidification en trois occasions principales : comme cri de menace et de défense du territoire en présence de rivaux, durant la parade nuptiale et avant la ponte. Pour produire ce son, l'émeu utilise une poche gulaire. Située en avant de la trachée, elle mesure environ 30 cm de diamètre lorsqu'elle est gonflée.

### Nourriture et alimentation

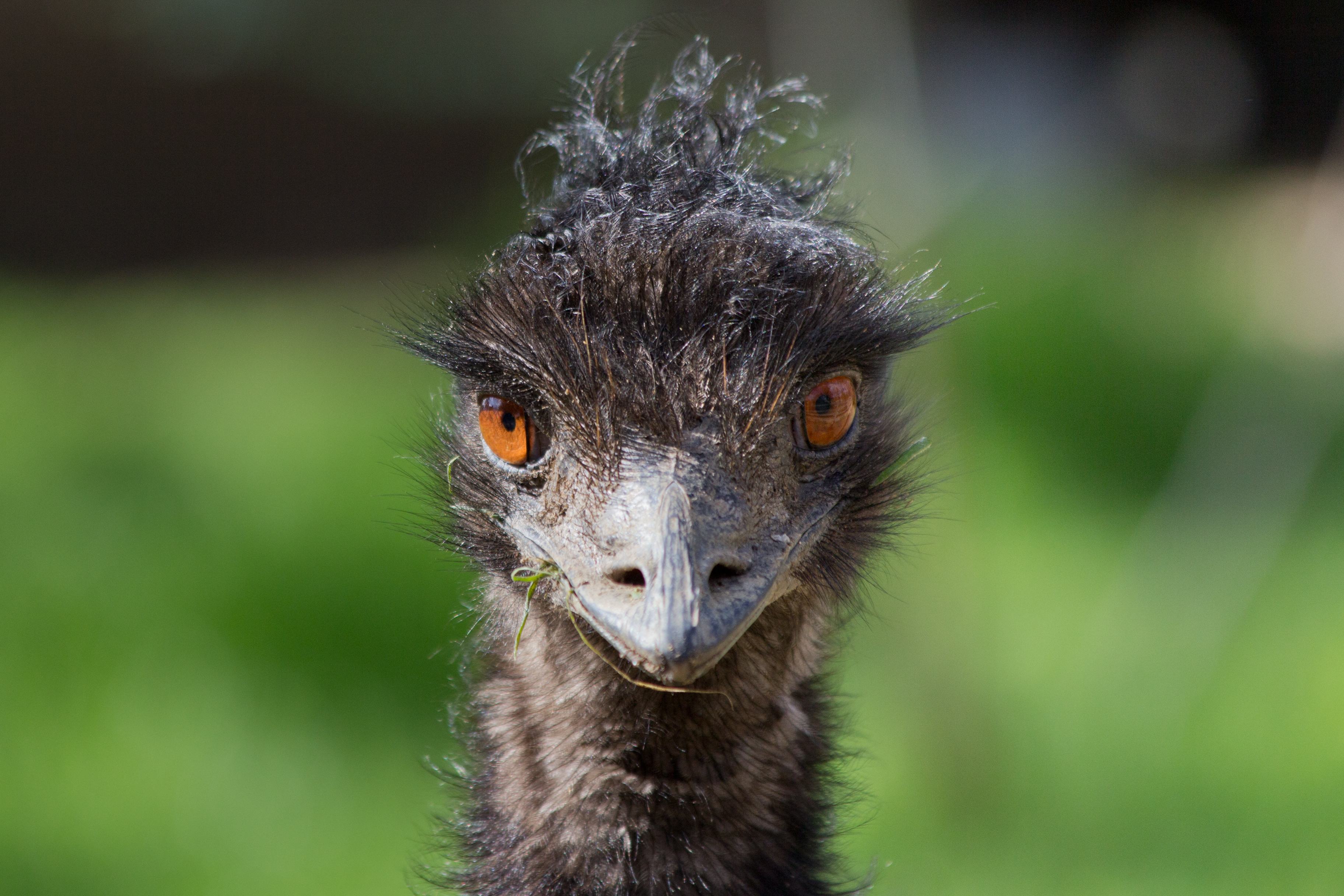
Émeu avec de la pelouse dans le bec.

L’émeu est omnivore. La proportion d’éléments végétaux et animaux consommés varie aux différentes périodes de l’année, bien que les premiers constituent généralement la plus grande part du régime. Autant que possible, les oiseaux prennent les parties des plantes présentant la plus haute valeur nutritive : graines, fruits, fleurs et racines tendres. Se déplaçant beaucoup, l'émeu participe probablement à la dispersion des graines ce qui doit contribuer au maintien de la biodiversité. En été, ils mangent de grandes quantités d’insectes (sauterelles, coccinelles, chenilles, fourmis...) ainsi que des petits vertébrés. La coprophagie a également été constatée.
Pendant la journée, y compris en été, les émeus se nourrissent dans des espaces découverts, ce qui implique qu’ils ont besoin de beaucoup d’eau et qu’ils boivent fréquemment. Toutefois, les émeus ont une importante capacité de résistance au manque d'eau.
Avant d’entamer la couvaison, le mâle se constitue d’importantes réserves de graisse, car en général il ne mange ni ne boit durant cette période de huit semaines.

### Reproduction

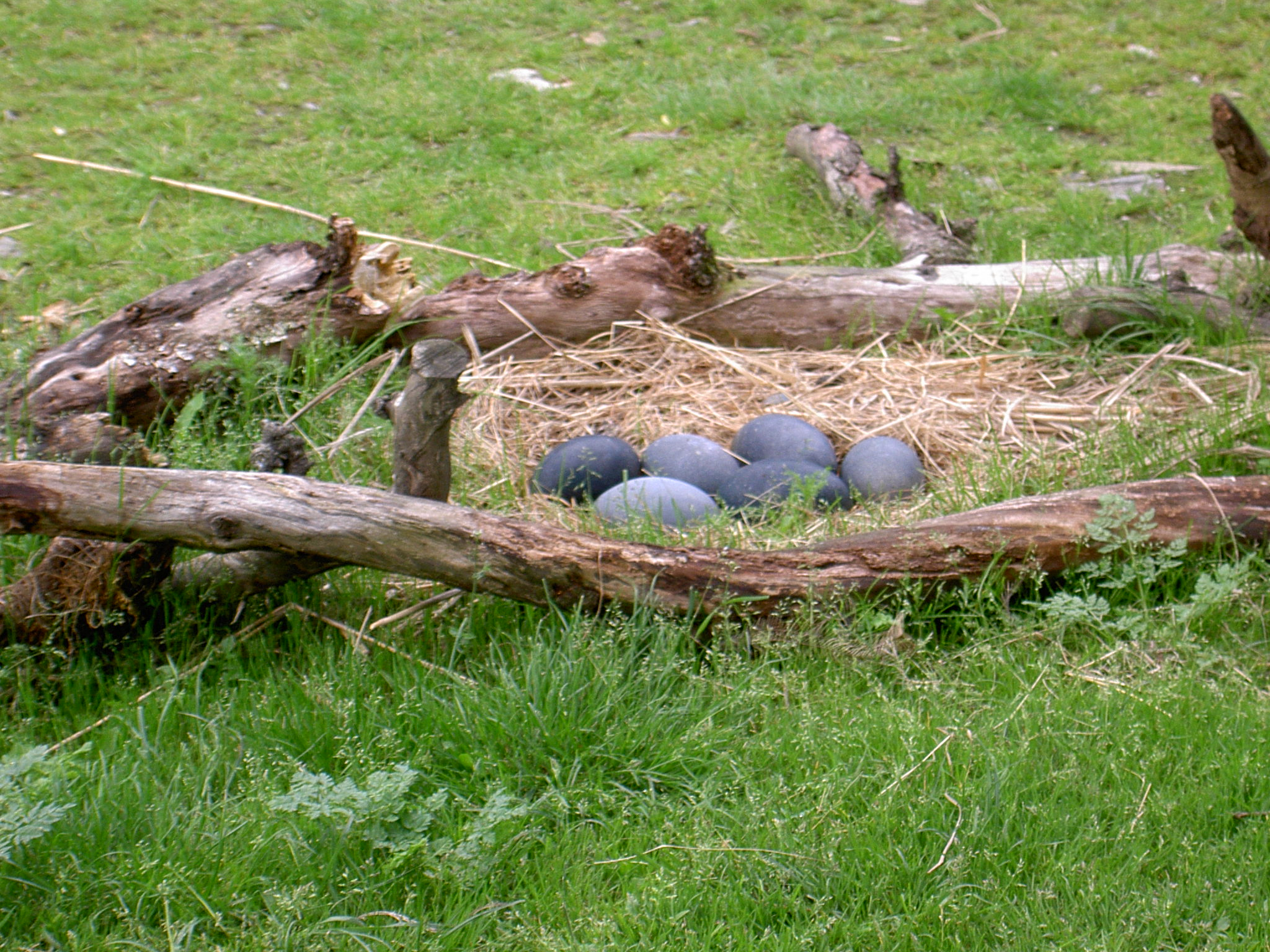
Des œufs d'émeu.

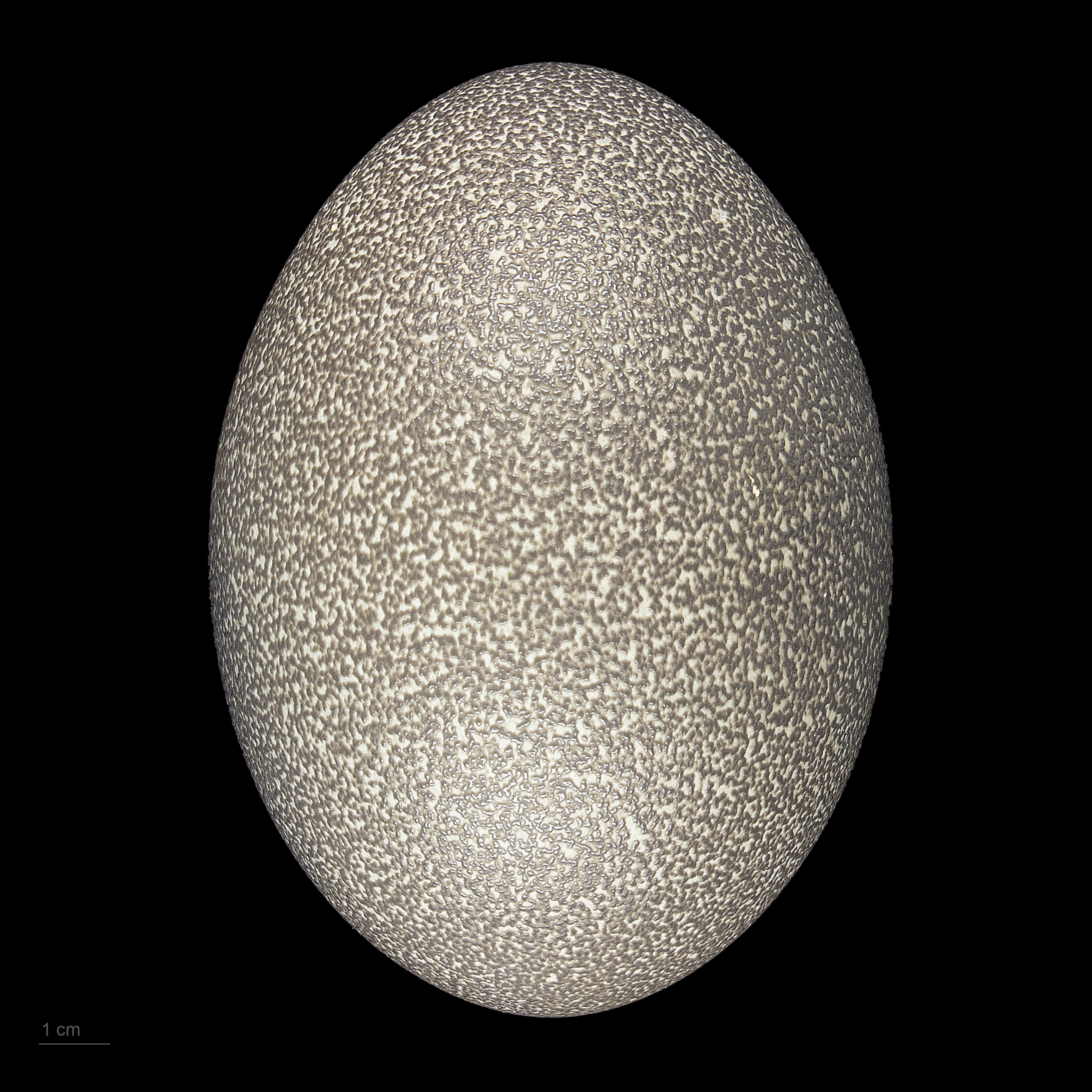
Œuf de Dromaius novaehollandiae au muséum de Toulouse.

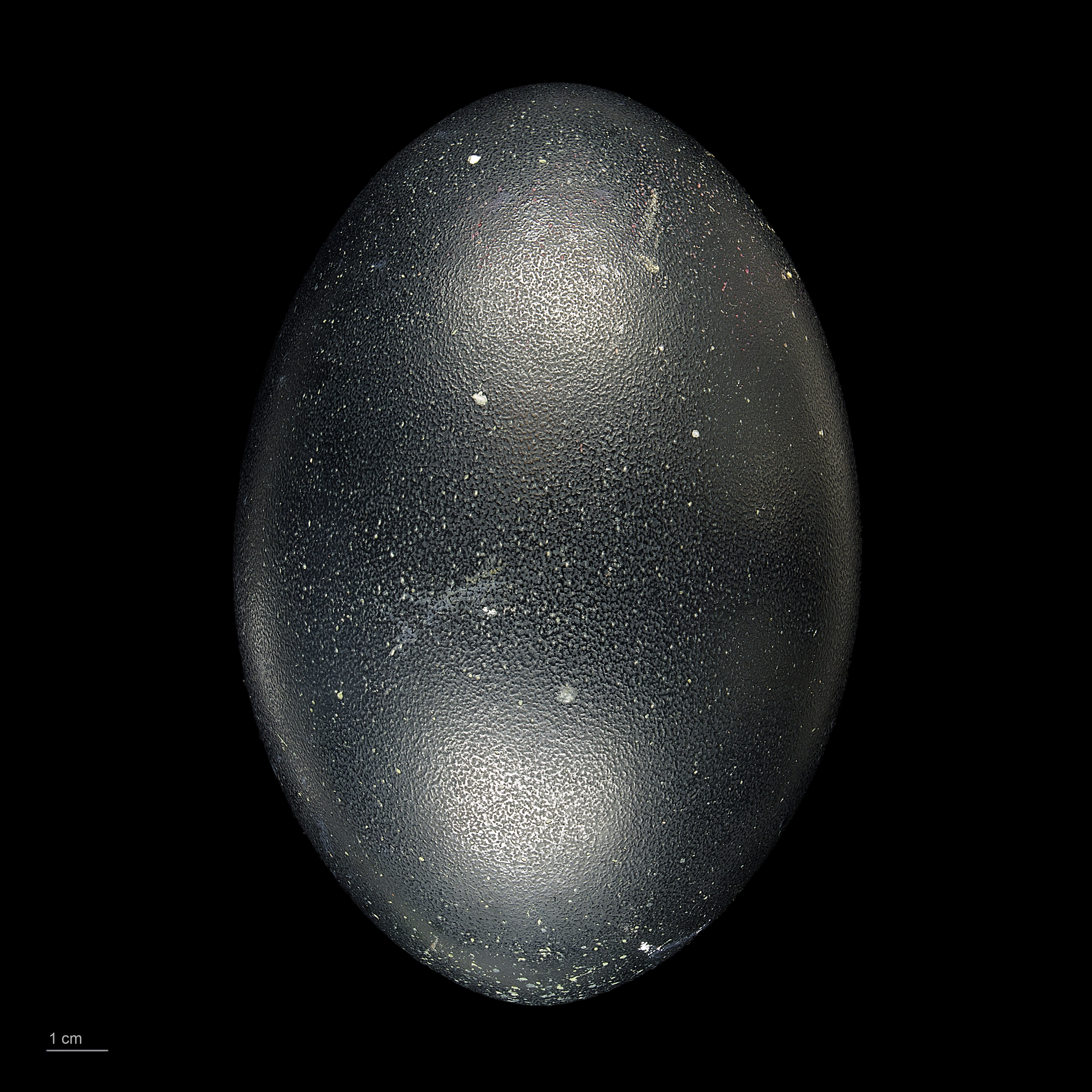
Œuf de Dromaius novaehollandiae au muséum de Toulouse.

La stratégie de reproduction de l’émeu est basée sur la polyandrie, les mâles prenant l’entière responsabilité des soins aux œufs et ensuite aux poussins.
Lors de la formation de couples, la femelle commence par émettre son appel ronflant caractéristique, dans le but d’attirer un mâle. Les couples vont ainsi se former en décembre-janvier et rester ensemble cinq à six mois. Les accouplements et les pontes se déroulent de février à juillet, mais surtout d'avril à juin. Pendant cette période, les cycles hormonaux se modifient ; chez le mâle, il y a une augmentation des taux de LH et de testostérone et les testicules doublent de taille. Ce dernier entreprend de récolter des matériaux et de construire des nids à l’intérieur de son territoire où la femelle l'a rejoint.
Le nid (une dépression peu profonde et large de un à deux mètres, garnie de brindilles, de feuilles et d’herbes) est construit par le mâle. Il est fréquemment situé à l’abri d’un buisson ou d’un arbre, mais toujours dans un endroit plutôt dégagé, d’où le mâle couché a une bonne vue sur les alentours. Les deux oiseaux vont s'accoupler tous les jours ou tous les deux jours et la femelle va pondre un œuf tous les deux à trois jours pour avoir une couvée en moyenne de 5 à 15 (maximum 24) œufs vert foncé. Ces œufs pèsent 700 à 900 g chacun et mesurent 135 mm de long sur 90 mm de diamètre, ce qui équivaut à 10 à 12 œufs de poules. La première observation de vrais (génétiquement identiques) jumeaux chez les oiseaux a été faite chez l'émeu.

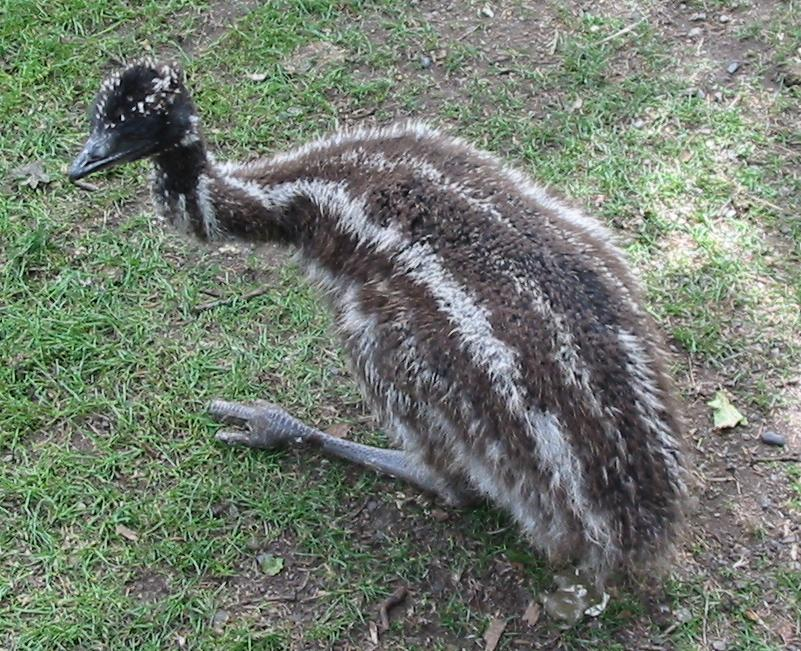
Des oisillons avec leur premier plumage fait de bandes jaunes et brunes permettant un meilleur camouflage.

Comme chez les casoars et les nandous, le mâle assume seul la couvaison et les soins aux jeunes. Pendant qu’il couve, la femelle peut soit rester dans les environs faisant preuve d’agressivité envers tout intrus, soit quitter le territoire pour s’accoupler avec un autre mâle. Dans une année favorable, une femelle peut ainsi avoir trois couvées.
Pendant toute la période d’incubation, le mâle ne mange pas, ne boit pas, ni ne défèque. Il se lève plusieurs fois par jour pour retourner les œufs. Une fois la ponte terminée, le mâle repousse agressivement la femelle. Pendant toute cette période, le mâle va perdre un tiers de son poids, ne survivant que grâce à ses réserves de graisse et avec pour seule boisson les gouttes d'eau qu'il pourra récupérer de la rosée de la nuit.
Une fois que le mâle a commencé de couver, le couple se sépare et la femelle va s'accoupler avec d'autres mâles et déposer ses œufs dans différents nids, de sorte que la moitié des oisillons d'une couvée ne sont pas issus du père nourricier et même quelquefois la femelle va déposer ses œufs dans le nid d'un mâle avec lequel elle ne s'est pas accouplée.
Les pertes sont importantes et moins de 50 % des œufs permettront d'avoir des oiseaux adultes ; en effet, beaucoup d'œufs ou d'oisillons seront dévorés par les goannas, les dingos, les cochons sauvages ou les renards, et ce malgré tout le soin que le mâle apporte à leur surveillance. Les œufs éclosent après huit semaines d’incubation et le mâle arrête de couver juste avant l'éclosion. Dès leur naissance, les jeunes sont actifs et, au bout de quelques jours, les poussins abandonnent le nid. Ils mesurent environ vingt-cinq centimètres de haut et ont un plumage fait de bandes jaunes et brunes leur permettant de mieux se camoufler, plumage qu'ils perdront vers l'âge de trois mois. Le mâle en prend soin jusqu’à ce qu’ils soient âgés d’environ 18 mois, les protégeant et leur apprenant comment se nourrir. Les oisillons grandissent vite et atteignent leur taille adulte vers douze à quatorze mois. Les petits vont rester ensemble encore six mois jusqu'à ce qu'ils soient en âge de procréer. Les poussins atteignent la maturité sexuelle à l’âge de deux ou trois ans.
L'espérance de vie d'un émeu dans la nature est comprise entre 10 et 20 ans, bien inférieure à celle d'un émeu en captivité.
Pendant la période de reproduction, les animaux deviennent très agressifs, pouvant bondir sur un individu griffes en avant et lui infliger de sévères blessures au niveau des jambes et du ventre.

### Déplacements
Quand les circonstances le permettent, les émeus peuvent être totalement sédentaires. Sinon, ils sont nomades et peuvent couvrir de longues distances à la recherche d’eau et de nourriture.
Les adultes peuvent parcourir de 15 à 25 km par jour et 540 km en 9 mois. Ils se déplacent généralement par petits groupes comprenant des oiseaux de tous les âges.

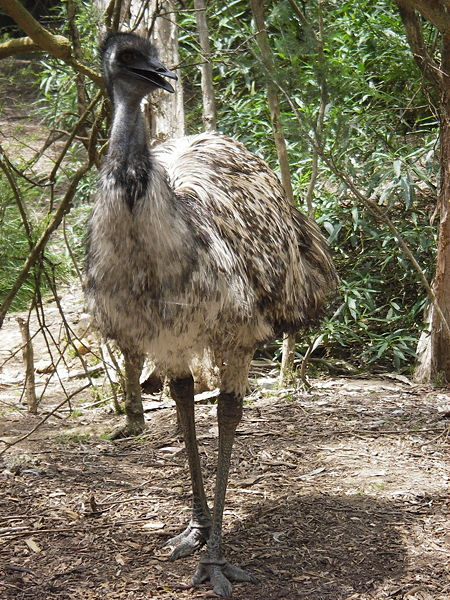
Émeu dans une forêt claire.

## Habitat
Les émeus peuvent être observés dans la majeure partie de l’Australie, où ils vivent dans une grande variété de milieux. Leurs habitats typiques sont la forêt claire et les plaines semi-arides de l’intérieur. En certaines circonstances, ils peuvent gagner les déserts ou les abords des villes. Cependant, ils ne pénètrent pas dans la forêt pluviale tropicale.
Dans quelques régions, l’installation de points d’eau pour les moutons et le bétail a profité à l’émeu et l’a aidé à étendre son aire de répartition. C’est pourquoi les plus fortes densités se trouvent actuellement dans les régions d’élevage de moutons, suivies par celles de cultures céréalières et de pâturages.

## Taxinomie (s)
L'émeu a été décrit pour la première fois sous le nom de « New Holland Cassowary » (« casoar de Nouvelle-Hollande ») par Arthur Phillip dans son livre [Voyage to Botany Bay], publié en 1789-1790. L'espèce fut ensuite renommée avec son nom actuel par l'ornithologiste John Latham qui collabora au livre d'Arthur Phillip, donna les premières descriptions et noms scientifiques de nombreuses espèces d'oiseaux australiens. Le nom binomial scientifique de l'émeu vient du latin et signifie « le coureur de Nouvelle-Hollande ». En revanche, l'étymologie de son nom commun « émeu » n'est pas connue avec certitude. On pense qu'il viendrait d'un nom arabe signifiant « grand oiseau » qui aurait été utilisé par les premiers explorateurs portugais pour désigner son cousin de Nouvelle-Guinée, le casoar.
Chaque langage aborigène a son propre nom pour l'émeu et on peut citer, au Victoria, le nom Barrimal dans le langage « Djadja wurrung », myoure en « Gunai » et courn en « Jardwadjali ».
Les familles de l’émeu et des casoars sont placées ensemble dans le sous-ordre des Casuarii, en raison de leurs étroites relations phylogénétiques et de similitudes morphologiques. Avec les *kiwis, elles constituent les représentants australasiens des Struthioniformes.
*Kiwis: petits oiseaux ressemblants au fruit, le kiwi.

## Position systématique
- L'émeu est une des plus anciennes familles d’oiseaux de la région australasienne. Aux temps préhistoriques, l’ancêtre commun qu’il partage avec le Casoar donna naissance à plusieurs formes différentes, dont la plupart sont à présent éteintes. Les plus vieux fossiles du genre actuel (Dromaius) ont été trouvés dans des dépôts du Pléistocène, et remontent à 5 000-10 000 ans. Ils ont été découverts sur King Island, dans le détroit de Bass entre l'État de Victoria et la Tasmanie et appartiennent à l’espèce endémique de l’île, désormais éteinte.
- Jusqu’au début du XIXe siècle, il existait également deux formes plus petites sur des îles : Dromaius baudinianus (ou D. diemenianus, nom pouvant prêter à confusion avec la sous-espèce disparue de l'émeu d'Australie) sur Kangaroo Island au large de l'Australie-Méridionale et Dromaius ater (ou D. minor) sur King Island dans le détroit de Bass auxquelles il fallait ajouter la sous-espèce tasmanienne D. novaehollandiae diemenensis. Ces trois types ont disparu. Au XXe siècle, on a essayé d'introduire des émeus dans les îles de Maria Island et de Kangaroo Island. La population de la première île s'est éteinte au milieu des années 1990 tandis que celle de la deuxième a niché et s'est reproduite.

## Sous-espèces

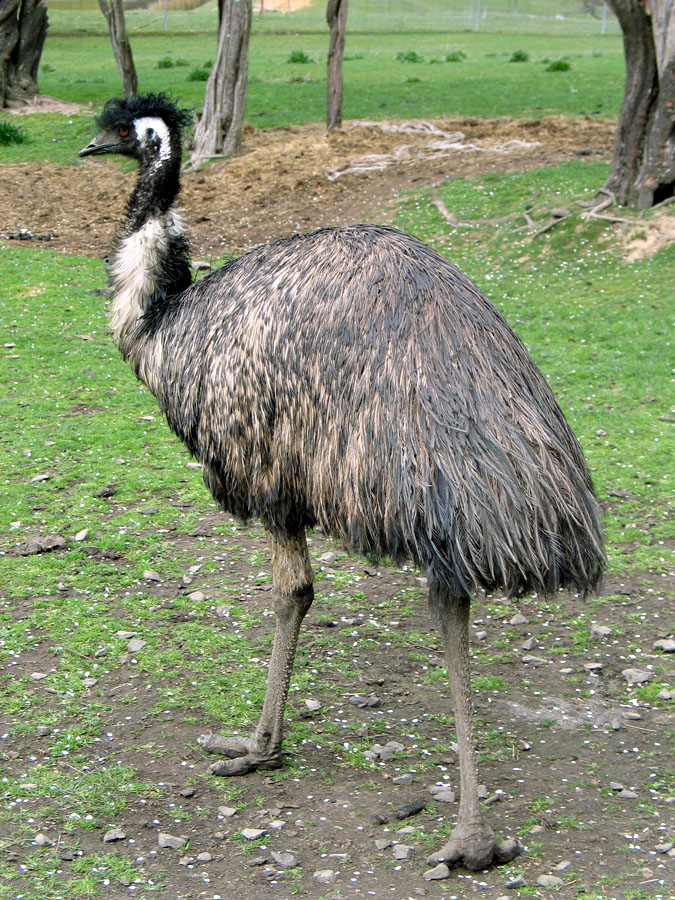
D. novaehollandiae novaehollandiae à collier blanc.

D'après le Congrès ornithologique international, cette espèce est constituée des sous-espèces suivantes (ordre phylogénique) :
- D. novaehollandiae rothschildi (Mathews, 1912) ; présente dans le sud-ouest de l'Australie ; possède un plumage sombre mais sans collier au moment de la reproduction.
- D. novaehollandiae novaehollandiae (Latham, 1790) ; présente dans le sud-est de l'Australie ; possède un collier blanchâtre en période de reproduction.
- †D. novaehollandiae diemenensis (Le Souef, 1907) ; sous-espèce aujourd'hui éteinte ;
- †D. novaehollandiae ater (Vieillot, 1817) ; sous-espèce aujourd'hui éteinte ;
- †D. novaehollandiae baudinianus (S.A. Parker, 1984) ; sous-espèce aujourd'hui éteinte.

Autrefois une autre sous-espèce a été reconnue, D. novaehollandiae woodwardi (présente au nord de l'Australie, plus mince et au plumage un peu plus clair), mais ce n'est plus le cas aujourd'hui.

## Relations avec l’homme

### Avant la colonisation de l'Australie

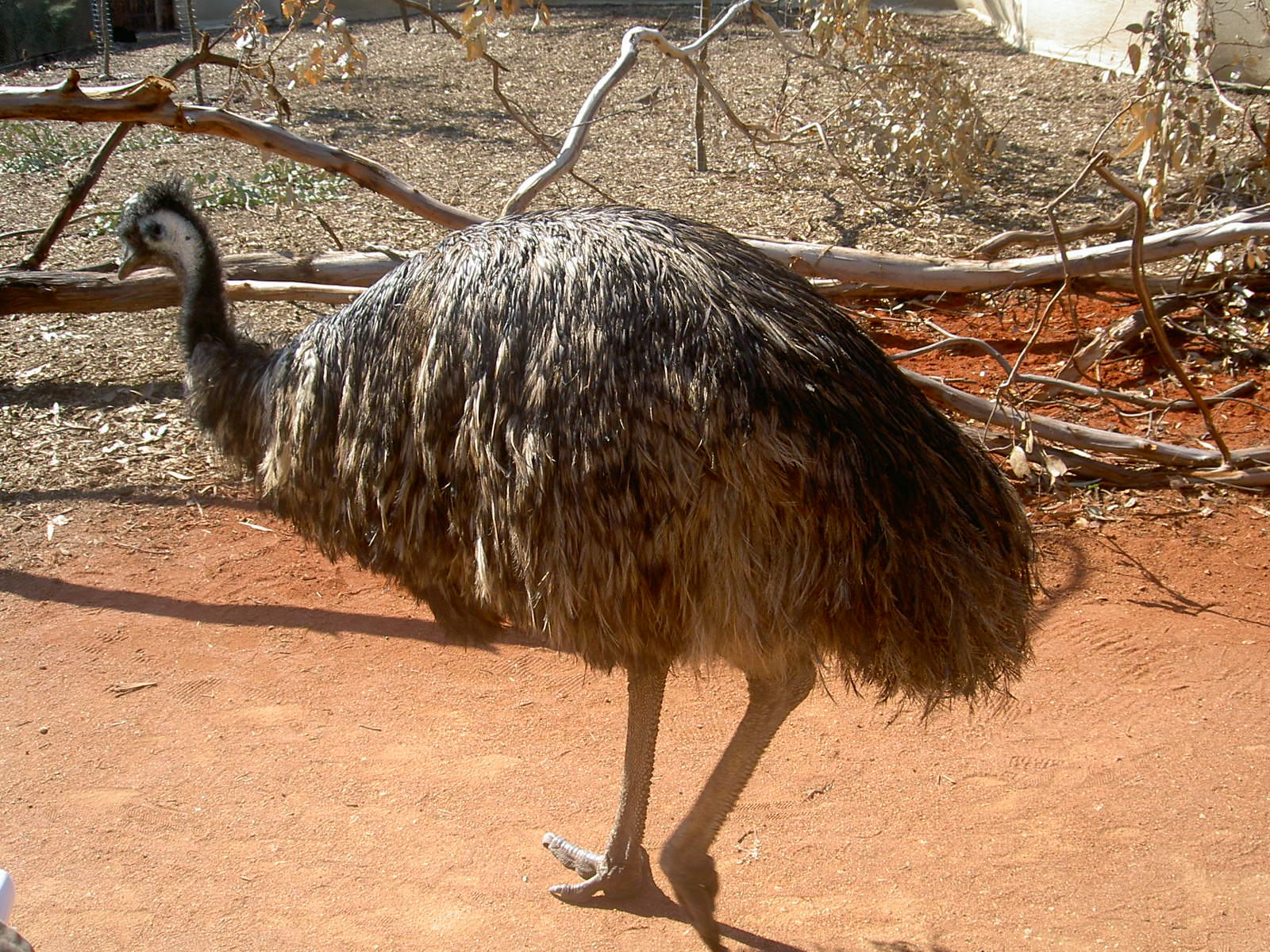
Les émeus étaient chassés par les Aborigènes pour leur viande et leur huile.

Ce n’est que depuis l’arrivée des premiers Européens en Australie que les émeus ont commencé à souffrir d’une intense chasse qui amena la rapide extinction des différentes formes insulaires.
Les émeus étaient chassés par les Aborigènes qui utilisaient différentes techniques pour les attraper : leur tirant des flèches quand ils étaient en train de boire, empoisonnant leur eau de boisson, attirant les émeus en imitant leurs cris, faisant balancer une boule de plumes et de tissus sous les branches d'un arbre pour attirer leur curiosité. Les émeus constituaient une importante source de viande dans les régions où ils étaient endémiques mais ils étaient aussi utilisés en médecine traditionnelle comme onguent. Leur huile servait de lubrifiant. Elle était aussi mélangée à de l'ocre pour faire les peintures traditionnelles des cérémonies aussi bien que pour imprégner le bois des outils et des ustensiles comme les « coolamons », des récipients allongés en forme de canoë.
La viande d’émeu était appréciée des premiers colons, leurs œufs étaient avidement recherchés en raison de leur grande taille et l’huile d’émeu était utilisée pour les lampes. Toutefois, la vraie chasse ne commença que quand les oiseaux entrèrent en conflit avec les intérêts économiques. Quand des cultures extensives de céréales commencèrent à se développer, les émeus adaptèrent leurs habitudes et se mirent à migrer vers les terres agricoles où ils trouvaient de l’eau et une nourriture abondante. Ils pénétraient dans les champs, détruisaient les récoltes et endommageaient les propriétés, ce qui amena les fermiers à les considérer comme des nuisibles, avec, pour conséquence, des primes offertes pour les tuer.
Une situation extrême fut atteinte avec la « Emu War », la « guerre des Emeus », qui eut lieu en Australie-Occidentale en 1932 quand des émeus, pendant une importante période de sécheresse, convergèrent vers le village de Campion pour y trouver de l'eau, effrayant les habitants qui essayèrent en vain de les repousser, causant la destruction de plusieurs récoltes, à l'époque où le Krach Boursier de 1929 faisait sentir ses effets en Australie.
Devant l’échec des campagnes de destruction, le gouvernement se contenta finalement d'un système de récompense, déjà en place depuis 1923. 20 ans plus tard, les fermiers optèrent pour la construction de clôtures infranchissables, pour lesquelles le gouvernement australien débloqua des milliers de dollars en 1953.

### XXesiècle

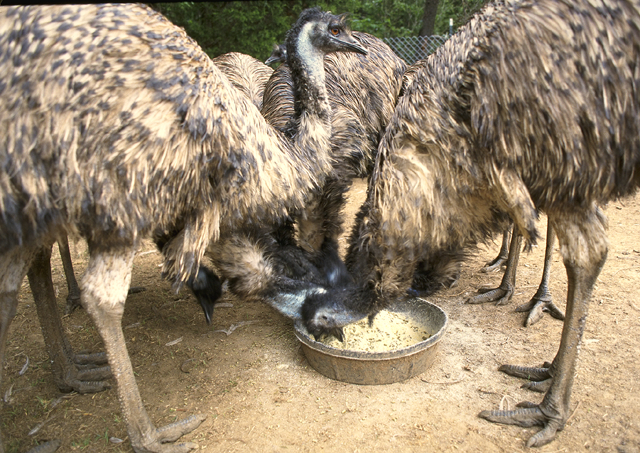
Émeus d'élevage dans une coopérative américaine en Virginie.

L'élevage commercial des émeus a commencé en Australie-Occidentale en 1987 et le premier abattoir a pu fonctionner en 1990. En Australie, le gouvernement de chaque État, en dehors de la Tasmanie, impose que les animaux soient nés et élevés en captivité et fournit des autorisations d'élevage pour protéger les émeus sauvages. En dehors de l'Australie, les émeus sont élevés à grande échelle en Amérique du Nord avec environ un million d'oiseaux aux États-Unis et soixante mille au Canada, au Pérou, en Chine et à un niveau moins important dans quelques autres pays. Au Canada, la plus grande ferme d'émeus est le centre de l'émeu de Charlevoix, avec plus de  400 émeus. Les émeus se reproduisent bien en captivité et doivent être gardés dans de vastes enclos pour éviter les problèmes liés à l'inactivité. Ils sont nourris deux fois par jour avec des céréales et de l'herbe en complément. Les animaux sont abattus entre 50 et 70 semaines à un poids moyen de 50 kg.
Les émeus sont élevés pour leur viande (de 15 à 23 kg par individu), leur cuir (0,8 m2 par oiseau) et leur graisse.
La viande d'émeu est pauvre en matières grasses (1,7 à 4,5 %) et en cholestérol (39 à 48 mg/100 g) et est assimilée à de la viande rouge à cause de sa couleur et de son pH,. Les meilleurs morceaux proviennent des grands muscles du bassin et du haut des cuisses.
Le cuir d'émeu revêt un aspect particulier dû aux surélévations produites par les follicules associés aux plumes. Le cuir est utilisé, souvent en association avec d'autres, pour des petits objets comme des chaussures ou des porte-feuilles.
La graisse d’émeu est utilisée pour les cosmétiques, les produits diététiques et les médicaments. L’huile d’émeu semble avoir en effet des propriétés anti-inflammatoires ; cependant la FDA (Food and Drug Administration) américaine ne lui attribue pas de propriétés thérapeutiques.
Les œufs non éclos blanchissent en quelques mois ; ils peuvent être peints ou décorés. Les plumes peuvent être utilisées pour leur aspect décoratif ou pour le garnissage de coussins, d’édredons. Les griffes peuvent être taillées et commercialisées comme imitation de pierres précieuses.

## Statut
Actuellement, l’émeu est largement réparti à travers l’Australie et ses populations sont considérées comme assez stables (au milieu des années 1980, elles étaient estimées entre 625 000 et 725 000 oiseaux, dont 100 000 à 200 000 en Australie-Occidentale et le reste réparti surtout entre le Queensland et la Nouvelle-Galles du Sud).
Leur nombre est actuellement limité par trois facteurs principaux : l’intensité des activités agricoles, les disponibilités en eau et la densité des dingos.

## Culture

Armes australiennes

L'émeu figure sur les armoiries de l'Australie aux côtés du kangourou.

## Galerie

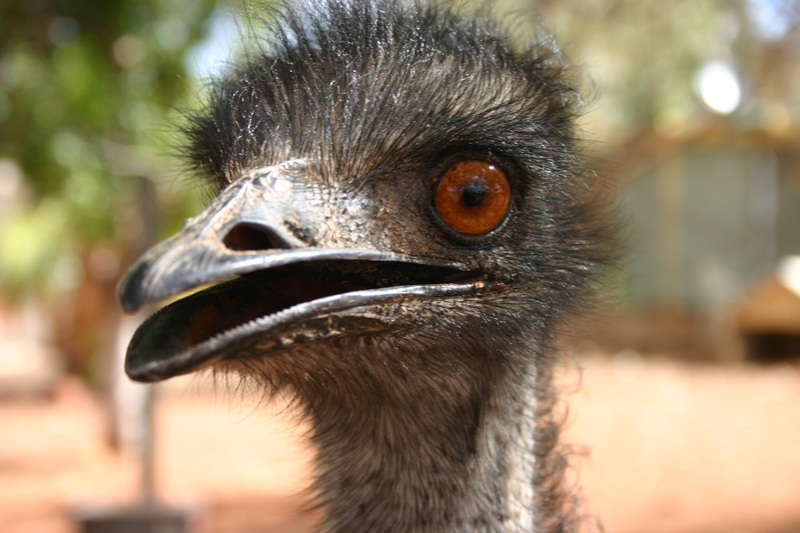
Portrait d’émeu.
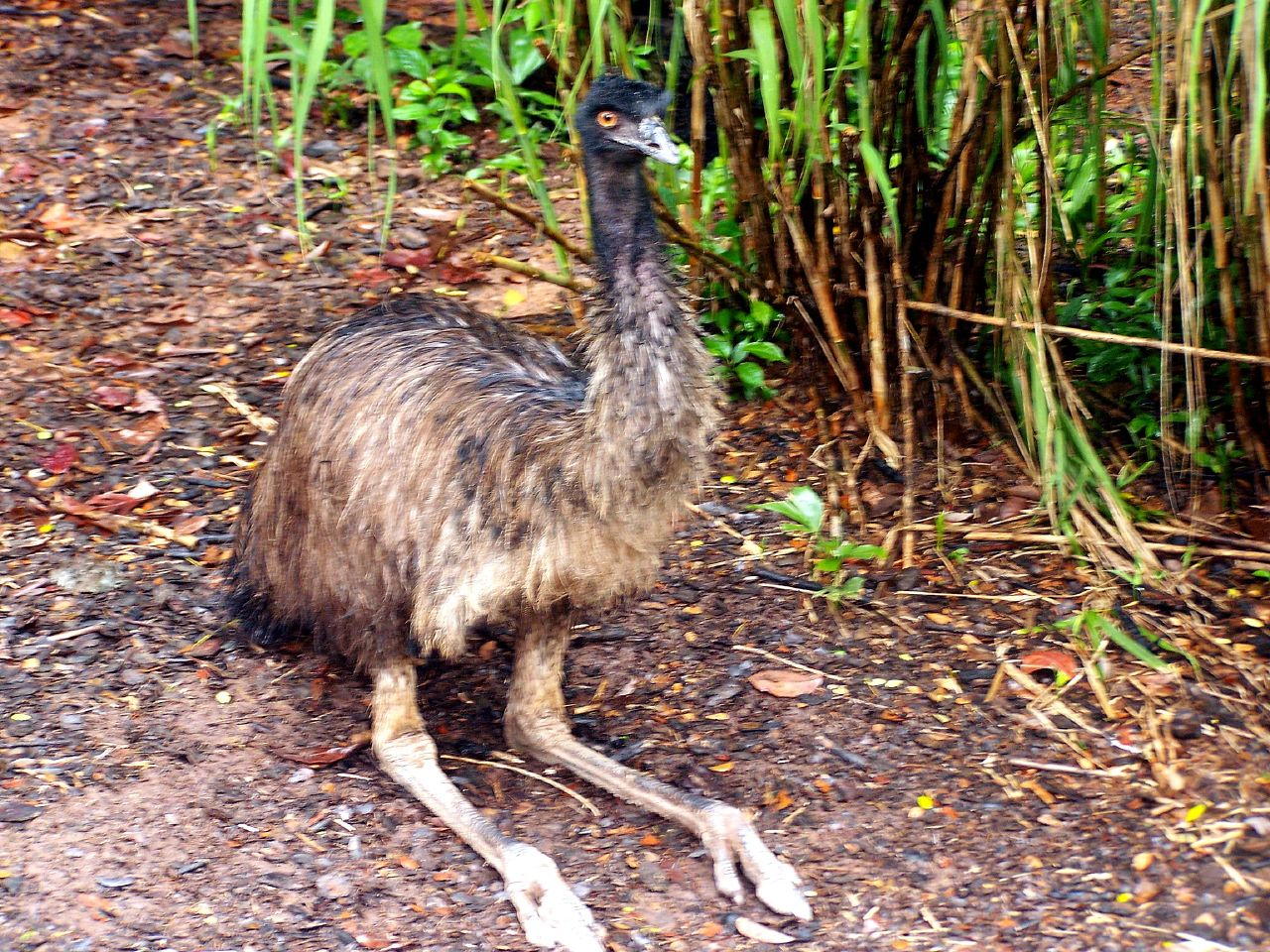
Émeu au repos (noter les trois doigts).
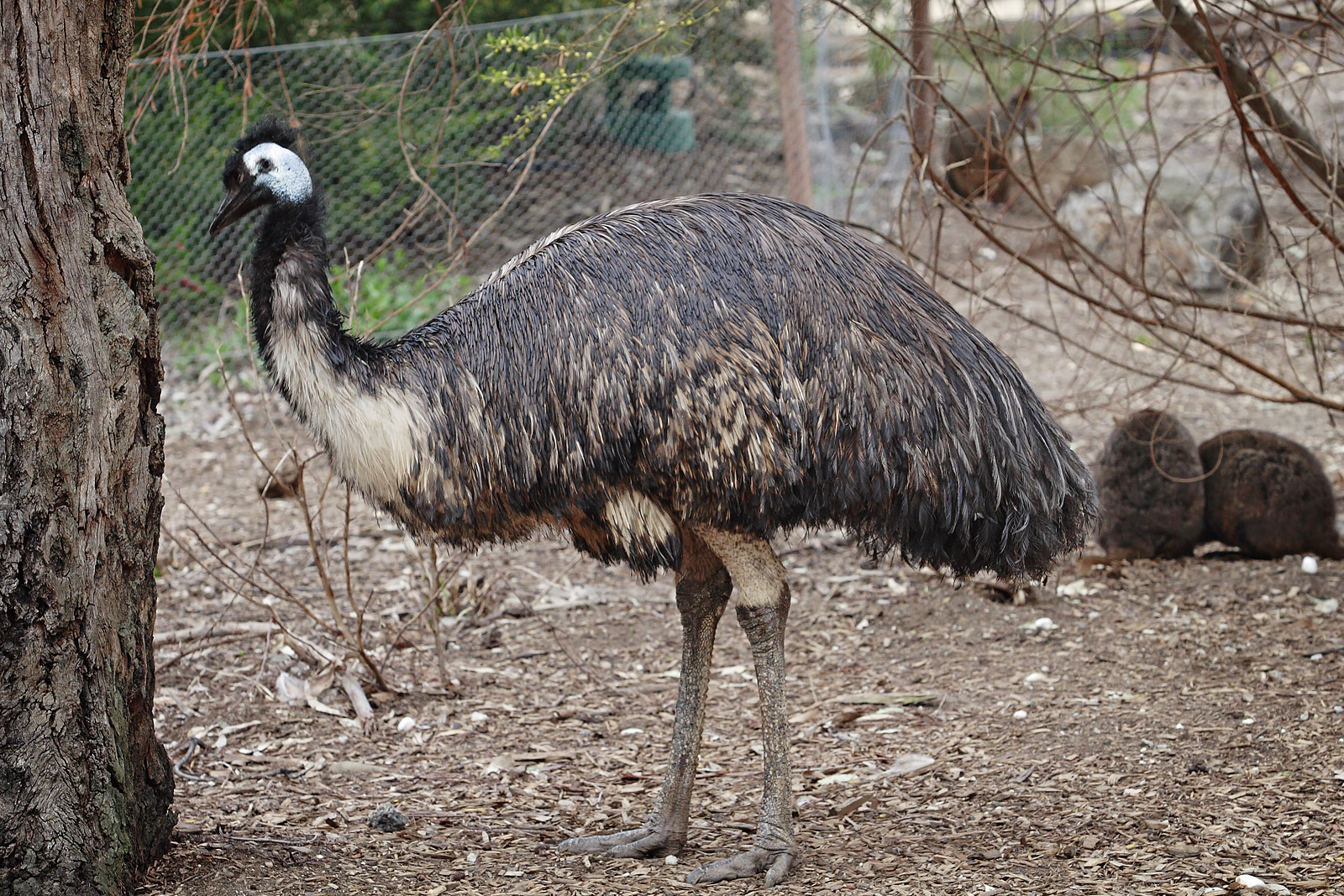
Émeu au zoo de Melbourne.
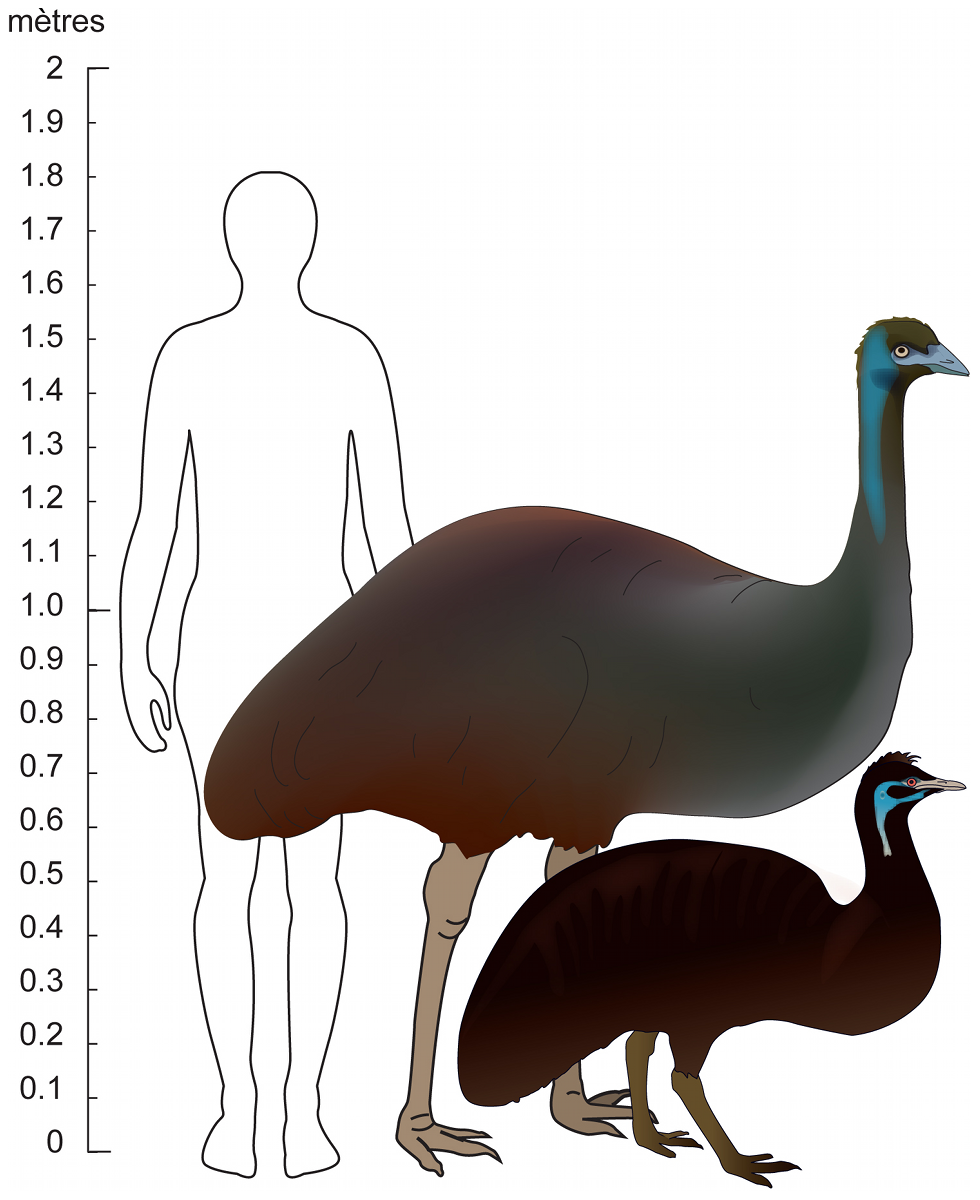
Taille relative d'un homme, d'un émeu et d'un émeu noir.
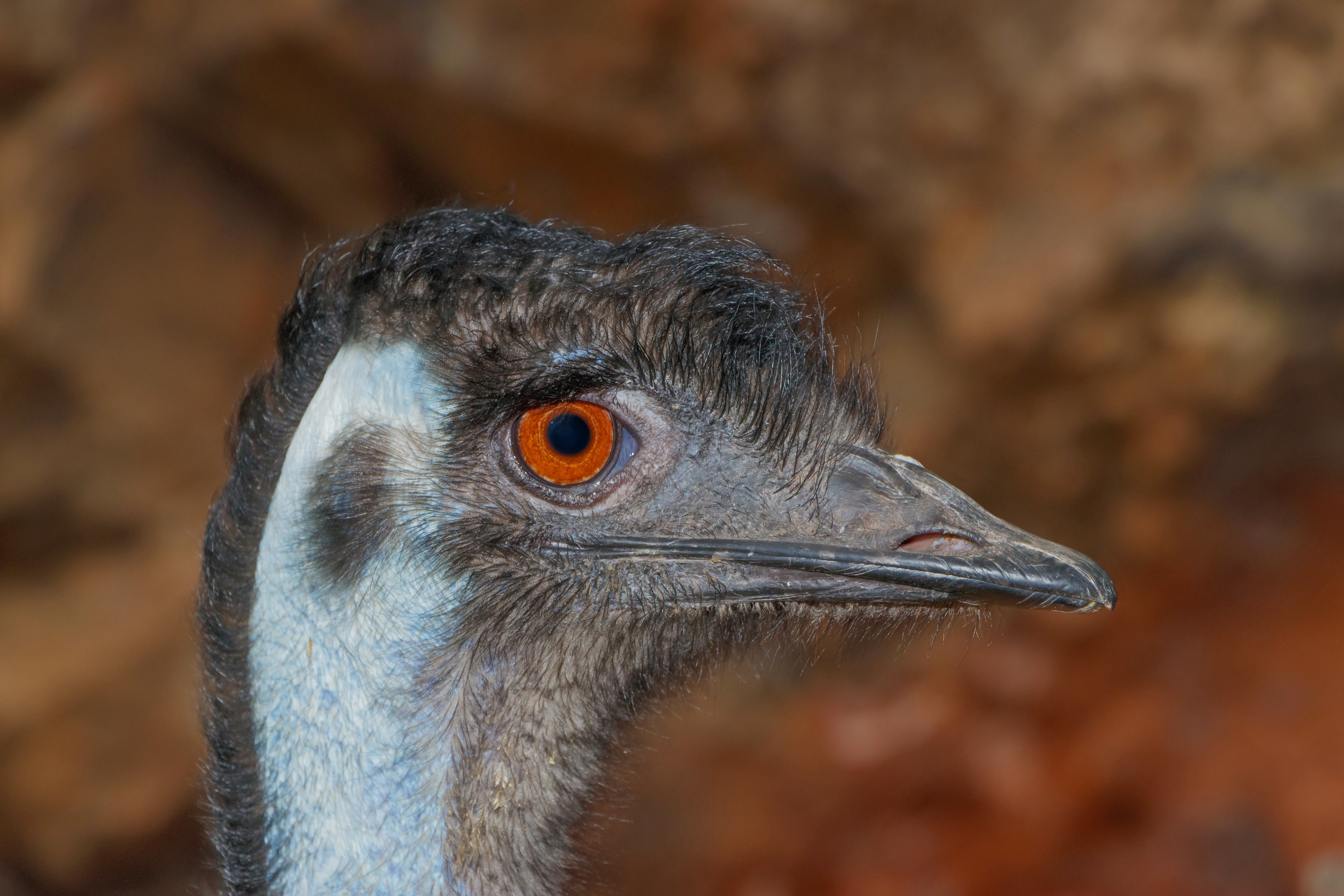
Tête d'émeu (de profil).
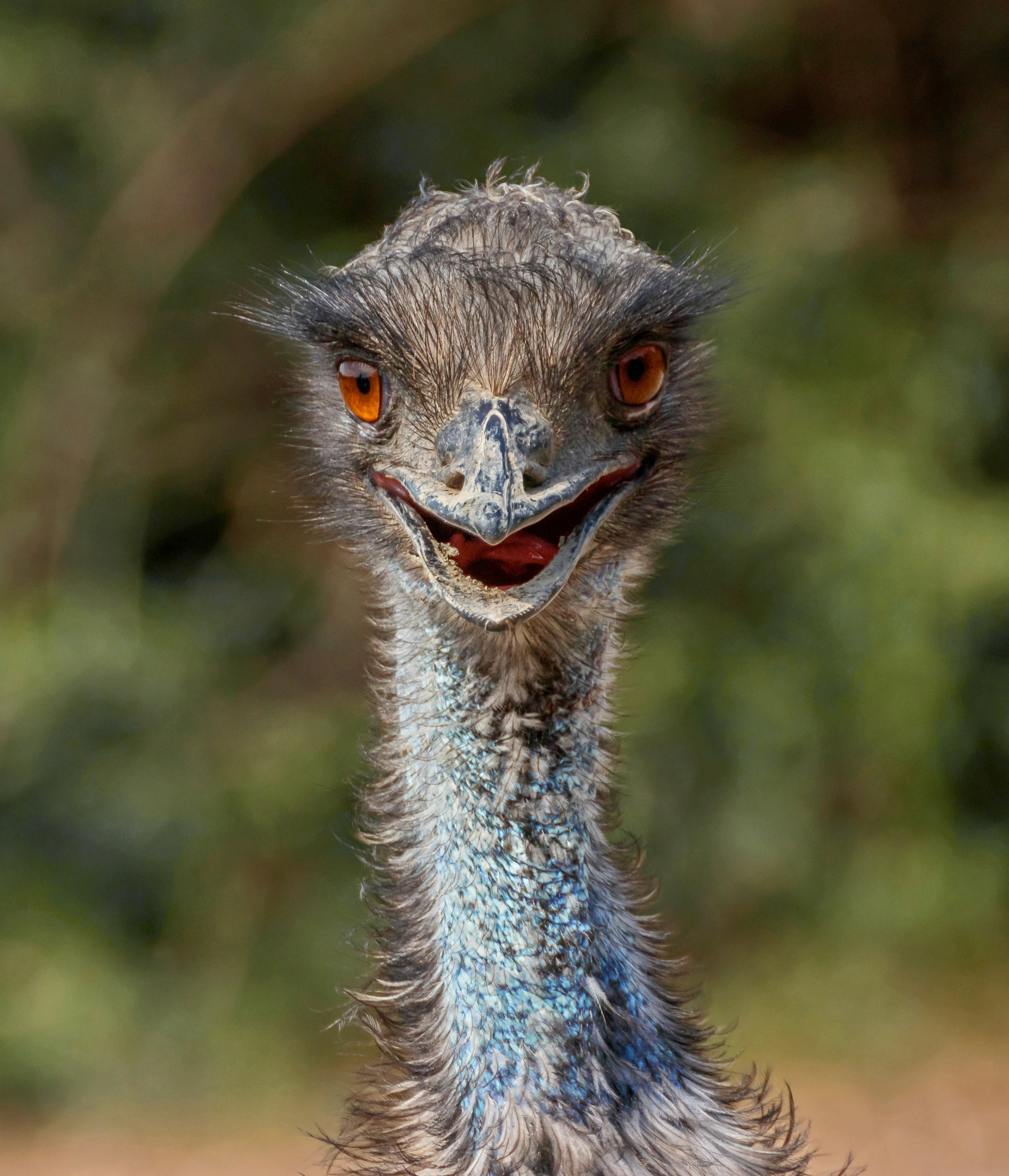
Tête d'émeu (de face) de la réserve africaine de Sigean.
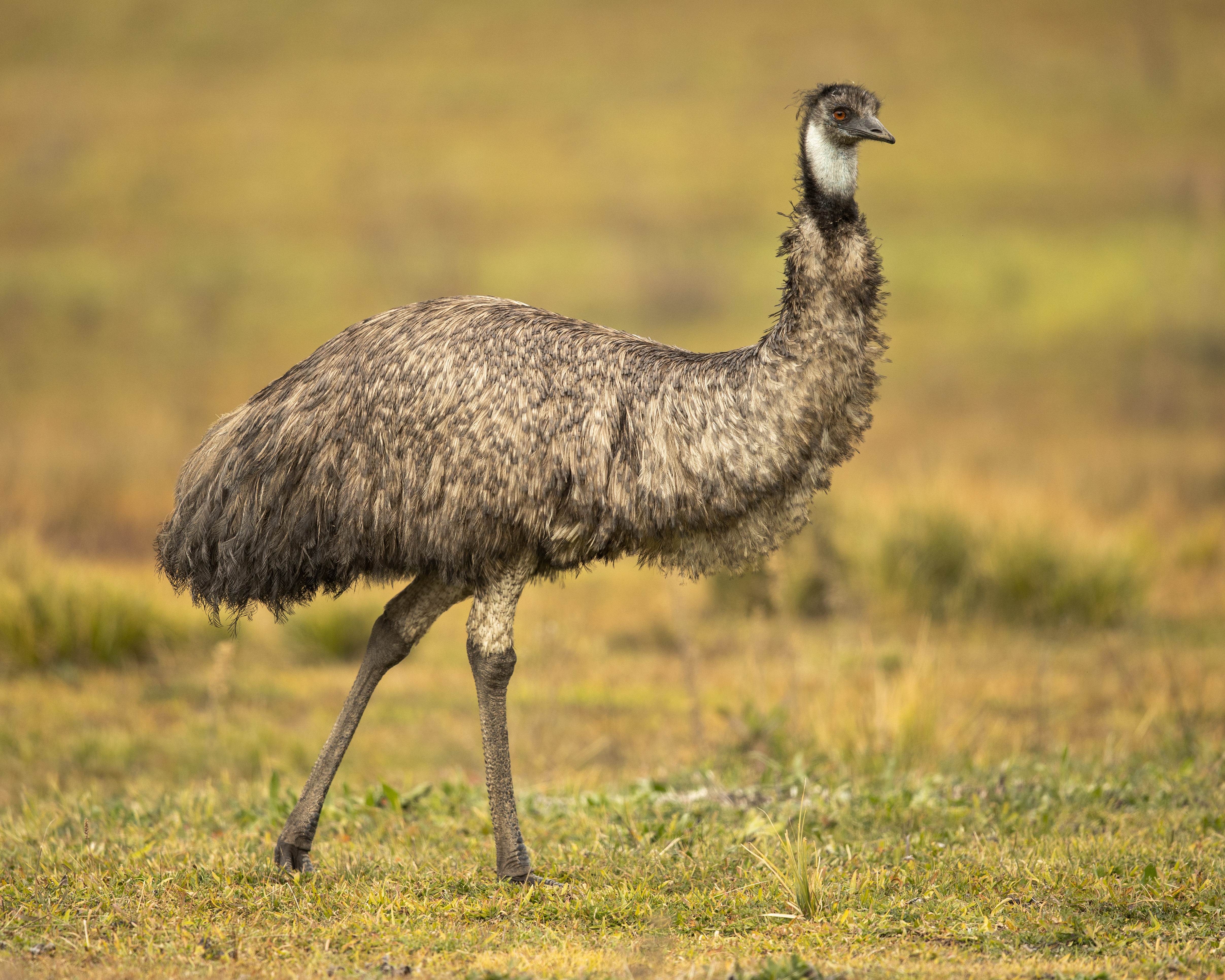
Émeu d'Australie dans le Territoire de la capitale australienne.
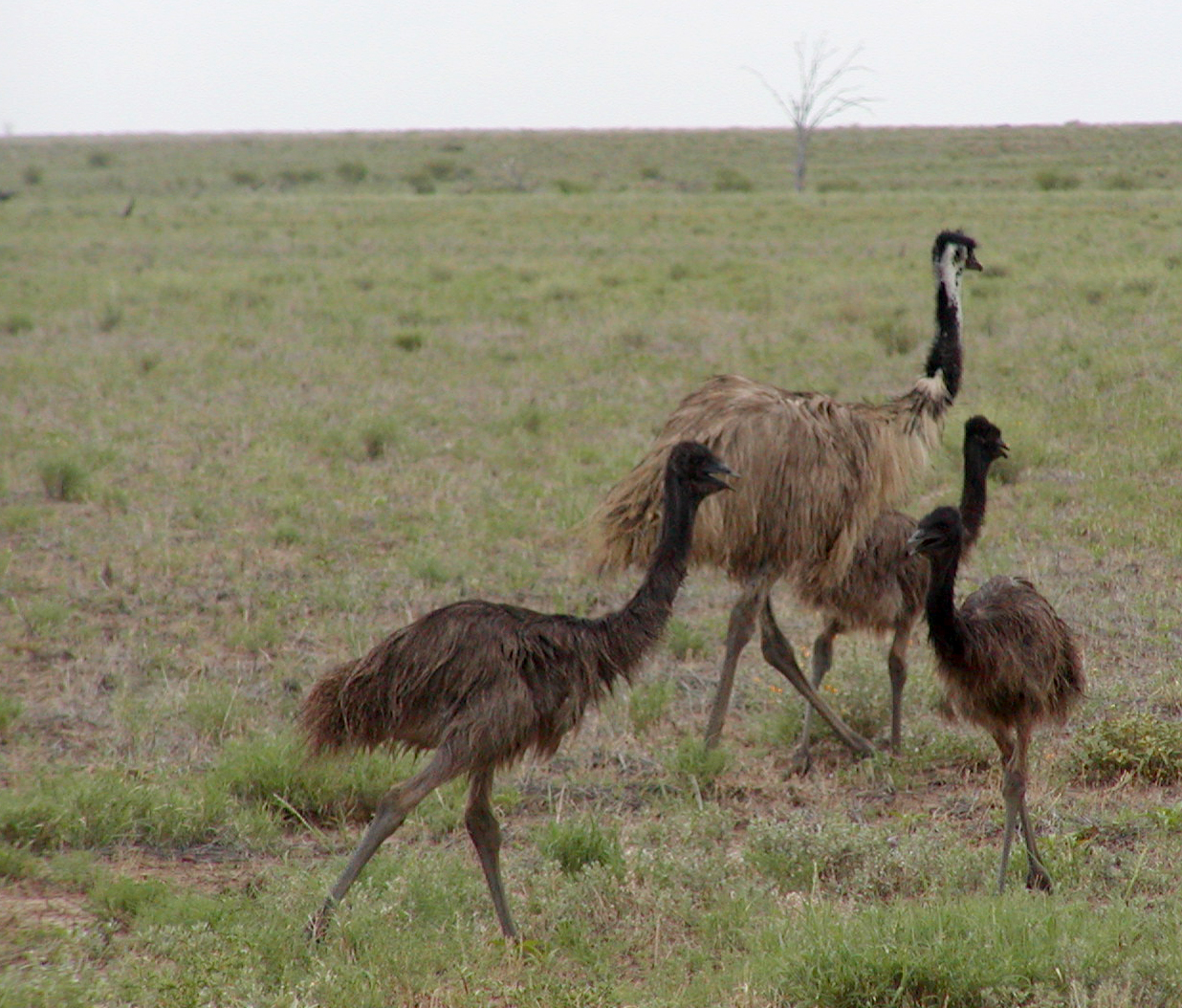
Émeu avec ses petits.